# Municipio Chalcatongo de Hidalgo
Koordinaten: 17° 2′ N, 97° 34′ W
Chalcatongo de Hidalgo ist ein Municipio in der Región Mixteca des mexikanischen Bundesstaates Oaxaca. Das Municipio liegt ungefähr 59 km von der Distrikthauptstadt Tlaxiaco und 200 km von der Hauptstadt des Bundesstaates, Oaxaca de Juárez, entfernt und umfasst 27 Ortschaften. Chalcatongo de Hidalgo, der Verwaltungssitz und größte Ort des Municipios, ist bekannt als der Geburtsort des umstrittenen Gouverneurs von Oaxaca Ulises Ruiz Ortiz.
Das Municipio hatte beim Zensus 2010 eine Einwohnerzahl von 8481, die Fläche der Gemeinde beträgt 135,2 km².

## Geografie
Chalcatongo de Hidalgo befindet sich im Süden des Distriktes Tlaxiaco. Der größte Teil der Gemeinde ist hügelig, das Municipio liegt auf einer Höhenlage zwischen 1300 m und 3000 m in der Sierra Madre del Sur, am Übergang von der Sierra Mixteca zum Küstengebirge im Einzugsgebiet des Río Atoyac. Vorherrschendes Gestein ist der Kalkstein, als Bodentyp überwiegt der Phaeozem. Knapp die Hälfte des Municipios ist bewaldet, gut 40 % der Fläche dienen dem Ackerbau.
Das Municipio Chalcatongo de Hidalgo grenzt an die Municipios San Pablo Tijaltepec, Santa Catarina Ticuá, San Miguel el Grande, San Pedro Molinos, Santa Catarina Yosonotú, Santiago Yosondúa, Santo Domingo Ixcatlán, Santa Cruz Tacahua und Santa Lucía Monteverde.

## Klima
Das Klima auf dem Gebiet der Gemeinde ist kühl und trocken. Regen fällt teilweise im Frühling, über den gesamten Sommer und Teile des Herbstes. Im Winter können die Temperaturen bis auf −3 °C fallen.

## Bevölkerung
Die Bevölkerung ist hauptsächlich mixtekischer, in zweiter Linie zapotekischer Abstammung. Über 80 % der Einwohner sind Katholiken, die von der von Kapuzinern geführten Pfarrei betreut werden.

## Orte
Im Municipio liegen neben dem Verwaltungssitz Chalcatongo de Hidalgo (2447 Einwohner) weitere 26 Orte (localidades). Drei von ihnen haben über 500 Einwohner: Progreso, Chapultepec und Aldama.

## Infrastruktur
Auf dem Gebiet der Gemeinde sind Schulen verschiedenen Niveaus angesiedelt, sie reichen von der Vorschule über die Primar- und Sekundarschule bis zur Oberschule. Die Gesundheitsversorgung geschieht über ein Krankenhaus, das im Hauptort angesiedelt ist. Seit 1995 führt eine gepflasterte Straße von der Bezirksstadt Tlaxiaco nach Chalcatongo de Hidalgo, das über sie mittels mehrerer Busse und Sammeltaxis (Colectivos) von Tlaxiaco und Oaxaca aus täglich erreichbar ist. Die verschiedenen Ortschaften werden mittels Gemeinde- und Polizeibüros verwaltet. Am wöchentlich stattfindenden Markttag bieten die Bauern der Umgebung ihre Waren an. In geringem Umfang gibt es stationäre Geschäfte, wie z. B. ein Fleisch- oder Spirituosenhändler.

## Flora und Fauna
Der größte Teil der Bäume sind Kieferngewächse, in geringerem Umfang sind auch die rote und weiße Steineiche, Erdbeerbäume, Wacholder oder Eschen anzutreffen. An Früchten werden Pfirsiche, Birnen, Äpfel, die Kapollinkirsche, Tejocote (Mexikanischer Weißdorn) und verschiedene Kräuter angepflanzt bzw. geerntet. An Wildtieren sind Kojoten, Füchse, Stinktiere, Kaninchen, Echte Hasen und Tlacuaches zu finden. Als Nutztiere werden in geringem Umfang Rinder, Hausziegen, Schafe, Esel, Schweine und Pferde gehalten.

## Söhne und Töchter
- Ulises Ruiz Ortiz (* 1958), Gouverneur von Oaxaca